# 原町 (宮城県)
原町（はらのまち）は、昭和3年（1928年）まで宮城県宮城郡にあった町。

## 沿革
- 明治22年（1889年）4月1日 - 町村制施行にともない、小田原村・苦竹村・南目村の計3か村が合併して原町が発足。
- 昭和3年（1928年）4月1日 - 名取郡長町と共に仙台市に編入。

## 行政
- 歴代町長

| 代 | 氏名         | 就任                   | 退任                     | 備考 |
| -- | ------------ | ---------------------- | ------------------------ | ---- |
| 1  | 岩井庄吉     | 明治22年（1889年）4月  |                          |      |
| 2  | 蜂屋喜十郎   | 明治22年（1889年）5月  |                          |      |
| 3  | 木皿松右衛門 | 明治23年（1890年）11月 |                          |      |
| 4  | 菊地幸三郎   | 明治24年（1891年）7月  |                          |      |
| 5  | 加藤俊良     | 明治25年（1892年）12月 |                          |      |
| 6  | 高沢平四郎   | 明治29年（1896年）12月 |                          |      |
| 7  | 佐々木徳之助 | 明治33年（1900年）3月  |                          |      |
| 8  | 庄司兵衛     | 明治37年（1904年）3月  |                          |      |
| 9  | 佐々木徳之助 | 明治41年（1908年）1月  |                          | 再任 |
| 10 | 木皿松右衛門 | 明治43年（1910年）9月  |                          | 再任 |
| 11 | 菊地幸三郎   | 大正3年（1914年）9月   |                          | 再任 |
| 12 | 永野栄助     | 大正7年（1918年）9月   |                          |      |
| 13 | 佐々木徳之助 | 大正11年（1922年）9月  | 昭和3年（1928年）3月31日 | 三任 |

## 交通

### 鉄道
- 宮城電気鉄道：宮城野原駅 - 陸前原ノ町駅

※現在のJR東日本仙石線